# Jean V d'Alexandrie (Copte)
Pour les articles homonymes, voir Jean V.
Jean V d'Alexandrie est un  patriarche copte d'Alexandrie de 1146 à 1166.

## Contexte
Jean était initialement un moine du monastère de Saint-Jean dans la région désertique du Wādī al-Natrūn ou Désert de Scété. Il est couronné Patriarche d'Alexandrie le 2e jour Al-Nasi (jour intercalaire) de 863 A.M. du calendrier copte (25 août 1147) mais 25 août 1146 selon Venance Grumel.
Pendant son pontificat les coptes furent persécutés par les gouverneurs musulmans et le Calife Al-Adid. De nombreux furent tués ou réduits en esclavage. Les églises paroissiales du  Caire, comme l'église de Saint Menas a Haret El Room et l'église El-Zohari, furent saccagées et détruites. Elles furent toutefois reconstruites par un laïc copte Abu El-Fakhr Salib Ibn Mikhail. C'est également pendant cette période en 1164 que Saint  Bashnouna (en) fut brûlé vif par les musulmans. Le Patriarche Jean V avait  lui même été successivement arrêté et emprisonné pendant deux semaines sous le règne du Calife fatimide Az-Zafir pour avoir battu son accusateur,.
Selon l' Histoire des patriarches de l'Église d'Alexandrie, un Négus d'Éthiopie écrit en 1152 à Jean V pour lui réclamer  un nouvel abuna ou métropolite, car celui qui est en fonction Abuna Mikael est « trop âgé pour assumer sa charge ». Le prélat copte explique quant-à lui au patriarche que « le souverain n'est qu'un usurpateur qui ne demande sa destitution que parce que le métropolite refuse de le consacrer »… Bien que le nom du souverain ne soit pas mentionné, Carlo Conti Rossini l'identifie avec Mara Tekle Haymanot, et il estime que cet échange épistolaire est lié au refus de l'abouna  de reconnaitre la légitimité de la nouvelle dynastie des Zagwés,.
Jean V meurt le jour 4 de Pashons, 882 Ère des Martyrs. selon le calendrier copte  (29 avril 1166) après 18 ans, 8 mois et 4 jours sur le trône de Saint Marc,.